# Sclerangium
Sclerangium is een geslacht van schimmels uit de familie van de Sclerodermataceae. 

## Soorten
Volgens Index Fungorum bevat het geslacht twee soorten (december 2021):
| Soortnaam               | Auteur(s) | Publicatiejaar |
| ----------------------- | --------- | -------------- |
| Sclerangium brasiliense | Henn.     | 1904           |
| Sclerangium michelii    | Lév.      | 1848           |